# هلن دان-دانگن
هلن دان-دانگن (به انگلیسی: Helen Don-Duncan) (زادهٔ ۹ ژوئن ۱۹۸۱) شناگر اهل بریتانیا است.